# Dorgos
Dorgos település Romániában, Arad megyében.

## Fekvése
Lippától délkeletre, Marosaszó és Szabálcs közt, a Maros baloldali mellékvize mellett fekvő település.

## Története
Dorgos nevét 1717-ben említették először Dorkosch, majd 1806-ban Dorgos néven.
1851-ben Fényes Elek írta a településről: "Temes vármegyében fekszik, 565 n. e. óhitű lakossal s anyatemplommal. Hegyes-völgyes sovány határa 5234 hold...Birja a kiráji kincstár."
Dorgos 1888-ban és a 20. század elején Temes vármegye Lippai járásához tartozott.
1910-ben 661 lakosából 21 magyar, 639 román volt. Ebből 13 római katolikus, 640 görögkeleti ortodox volt.

## Itt születtek
- 1885. május 1-én Levitzky Károly evezős, főorvos.